# Staples
Staples város az Amerikai Egyesült Államok Minnesota államában, Todd és Wadena megyében. Lakosainak száma 2989 fő (2020. április 1.).

## Közlekedés
A települést érinti az Amtrak egyik távolsági vasúti járata is, az Empire Builder.

## Népesség
A település népességének változása:
| Lakosok száma | 3104 | 2110 | 2989 |
|               | 2000 | 2010 | 2020 |